# Het edelweissmotief
Het edelweissmotief is het 32ste stripverhaal van De Kiekeboes. De reeks wordt getekend door striptekenaar Merho. Het album verscheen in 1985.

## Verhaal
De vader van Van de Kasseien heeft ooit de zakdoek van Hitler, met het edelweissmotief, gekocht. Na zijn dood kwam de zakdoek in het bezit van Van de Kasseien. Nu wil een rijke oliesjeik, pasja Gier, hem overkopen voor een slordige $ 500.000. Marcel Kiekeboe wordt door Van de Kasseien uitgekozen om de zakdoek discreet naar de oliesjeik te brengen. Echter, door toedoen van Charlotte (die een cursus zelfverdediging volgt), heeft Kiekeboe een lichte hersenschudding, enkele gekneusde ribben en een ontwricht schouderblad. Daardoor kan hij niet reizen. Fanny moet nu voor de transactie zorgen, maar de gevaarlijke Engemann van de FFC (Führer Fan Club) reist, vermomd als Kiekeboe, met haar mee naar de sjeik in Kohfidras. Echter, Fanny heeft door dat haar vader niet haar echte vader is en beseft dat ze in gevaar is. Uiteindelijk kan de deal dan toch doorgaan, nadat ze Engemann heeft ontmaskerd.

## Achtergronden bij het verhaal
- In strook 4 blijken Charlotte en Fanny de zelfverdedigingscursus "Blijf van mijn lijf" te volgen, iets wat hen in volgende albums nog goed van pas zal komen.
- In dit album maakt Firmin Van De Kasseien zijn debuut. Hij is hier al een ijdele man die op Kiekeboe neerkijkt, maar nog niet de rokkenjager die hij vanaf Een koud kunstje zou worden.